# The Etude
The Etude fue una revista estadounidense dedicada a la música, fundada por Theodore Presser (1848-1925) en Lynchburg, Virginia y publicada por primera vez en octubre de 1883. En 1884, Presser trasladó la sede de la editorial a Filadelfia y su compañía continuo editando la revista hasta 1957.